# 사카즈키

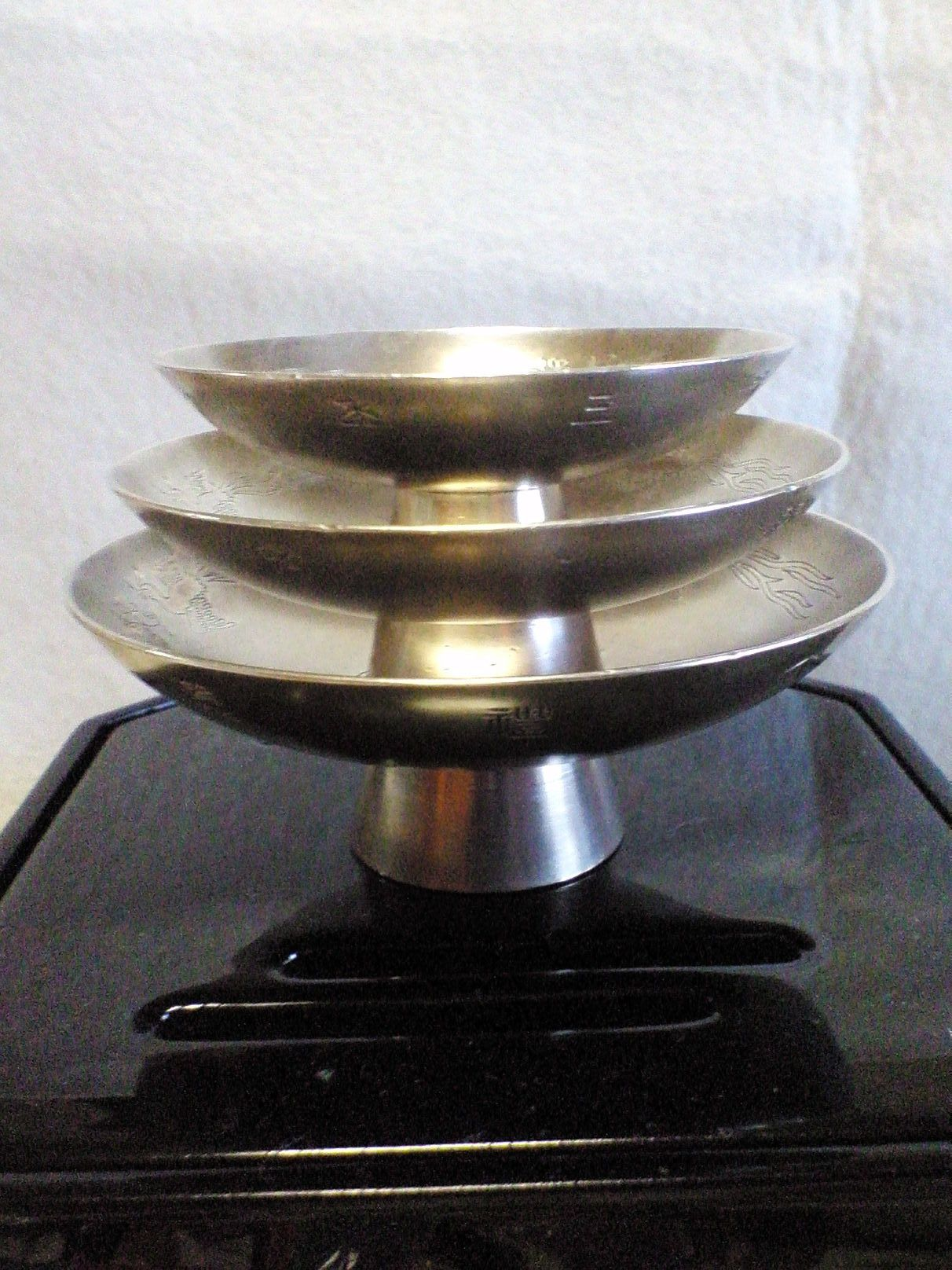
사카즈키

사카즈키(일본어: 盃, さかずき)는 일본식 술잔이다.